# Victoriano de Encima
Victoriano de Encima y Piedra (Cádiz, 29 de marzo de 1766 - c., 1840) fue un político español que desarrolló buena parte de su labor en Andalucía, y más concretamente en Cádiz, donde estuvo activo hasta pasada la Guerra de la Independencia en distintos destinos públicos relacionados con las actividades comerciales gaditanas, en especial hacia las colonias españolas en América y Asia. Fue director de la Real Caja de Amortizaciones y miembro de las juntas de comercio con las Indias y con Filipinas. Con la muerte de Fernando VII y el establecimiento de un régimen liberal en la minoría de edad de Isabel II, fue nombrado secretario del despacho de Hacienda, cargo que compatibilizó un tiempo con el de Fomento General del Reino (1832).